# Jean-Baptiste Antoine Lassus
Pour les articles homonymes, voir Lassus.
Jean-Baptiste-Antoine Lassus, né le 19 mars 1807 à Paris et mort le 15 juillet 1857 à Vichy, est un architecte français, spécialiste de l'architecture du Moyen Âge.
Lassus est le premier à avoir appliqué aux édifices du Moyen Âge les méthodes de l'examen et du raisonnement archéologiques et à avoir combiné cette approche graphique avec l'étude des textes anciens. Lassus combine ces recherches archéologiques avec la pratique d'architecte restaurateur : il est chargé de monuments nombreux et considérables : la Sainte-Chapelle et Notre-Dame, Saint-Séverin et Saint-Germain-l'Auxerrois, les cathédrales de Chartres et du Mans, et de nombreux édifices bretons.
Il applique le fruit de ces recherches dans la construction de nouvelles églises : Saint-Nicolas de Nantes, Sacré-Cœur de Moulins, Saint-Pierre de Dijon, Saint-Saturnin de Cusset, Saint-Jean-Baptiste de Belleville ; ainsi que dans la réalisation de monuments civils et le domaine des arts décoratifs.

## Biographie

### Formation et projets
Il suit une scolarité au collège Stanislas et les cours de dessin de Christophe Civeton en 1823.
En 1828 il entre en seconde classe de l'école des beaux-arts où il suit les cours de Louis-Hippolyte Lebas. Il est admis en 1830 en cours de première classe, mais insatisfait il rompt avec l'école des beaux arts et la prédominance du style néo-classique et devient élève d'Henri Labrouste.
En 1833 il participe au Salon où il présente une restitution du pavillon central des Tuileries à partir des plans de Philibert Delorme.
En 1835, il propose un projet de restauration de la Sainte-Chapelle au Salon, qui est récompensé par une médaille de seconde classe.
En 1836, c'est le réfectoire du prieuré Saint-Martin-des-Champs qui fait l'objet d'un projet de restauration présenté au Salon.

### Principales réalisations

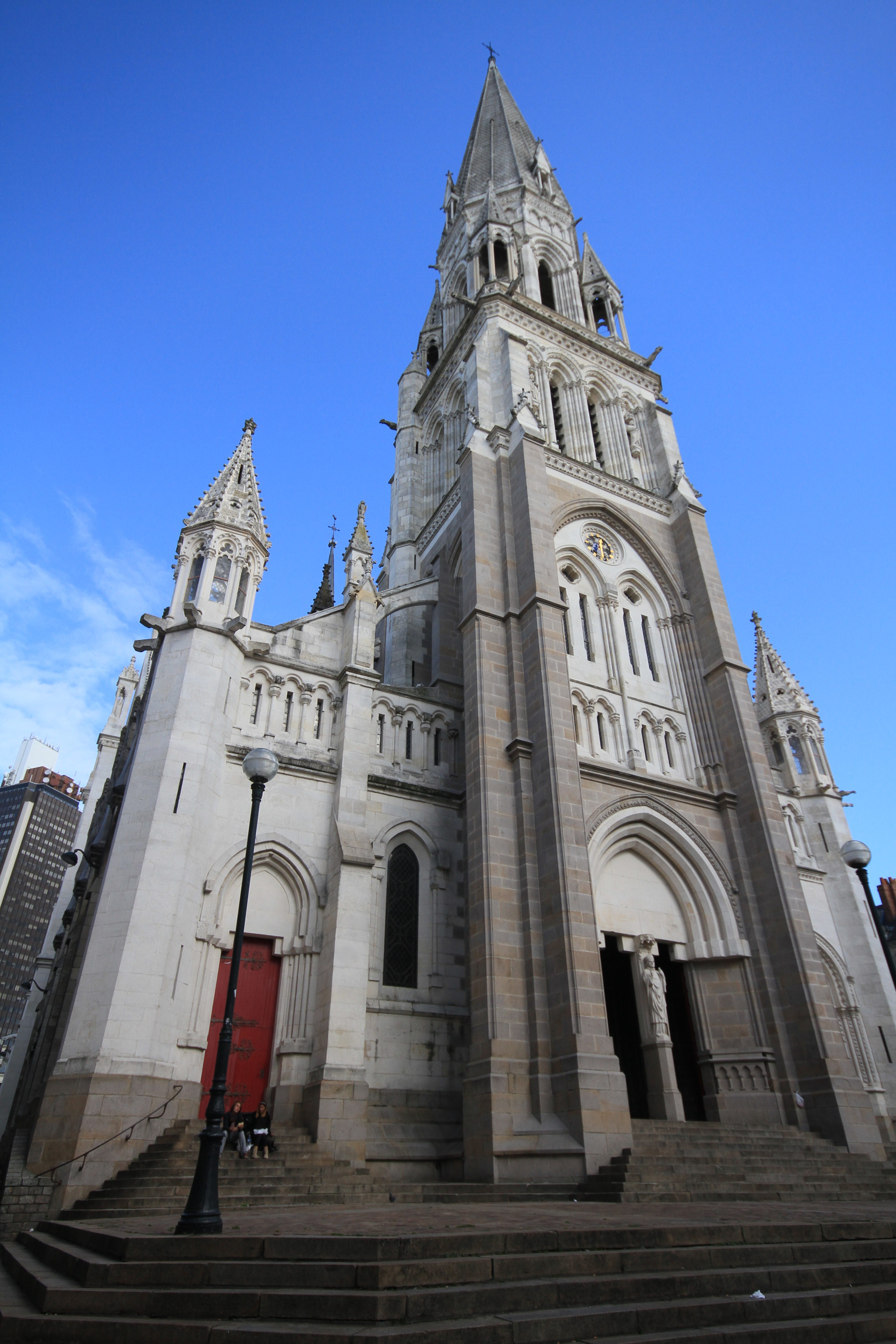
La basilique Saint-Nicolas de Nantes.

Il devient architecte chargé de l'église Saint-Séverin de Paris en 1837 et remonte sur sa façade le portail de l'église Saint-Pierre-aux-Bœufs qui venait d'être démolie. En 1838, il est inspecteur de travaux de l'église Saint-Germain-l'Auxerrois sur laquelle travaille Hippolyte Godde.
En 1839, Félix Duban est responsable de la restauration de la Sainte-Chapelle de Paris. Jean-Baptiste Lassus est nommé inspecteur sur le chantier.
En 1840, il est pressenti pour la construction de la nouvelle église Saint-Nicolas de Nantes, qui est finalement construite selon ses plans entre 1844 et 1869. Celle-ci constitue un des premiers édifices néo-gothiques construits en France au XIXe siècle.
Il présente un projet pour le tombeau de Napoléon Ier en 1841 et réalise celui de l'abbé de l'Épée à l'église Saint-Roch à Paris[réf. nécessaire].
Il va participer au concours de restauration de la cathédrale Notre-Dame de Paris avec Eugène Viollet-le-Duc et lui transmettra une grande part de son savoir. Il travaille avec lui lors des travaux de restauration de la cathédrale, ainsi que ceux de la Sainte-Chapelle. Il va devenir inspecteur à l'agence du palais de justice de Paris, sous la direction de Joseph-Louis Duc et Étienne-Théodore Dommey.
En 1844 il est chargé, avec Viollet-le-Duc, de la restauration de Notre-Dame de Paris.
Il construit le petit séminaire de la rue Notre-Dame-des-Champs en 1845.
En 1848, il accomplit une mission d'expertise à la cathédrale Saint-Pierre-et-Saint-Paul de Nantes. Il est nommé architecte diocésain de Chartres et du Mans.
La même année Félix Duban va laisser son poste d'architecte de la Sainte-Chapelle pour se consacrer à la restauration du palais du Louvre. Jean-Baptiste Lassus est alors nommé à ce poste. Il entreprend de démolir l'escalier sud datant de 1811 qui permettait d'accéder au premier étage et de faire reconstruire entre 1853 et 1855 la flèche en bois de cèdre par le charpentier Bellu. Les sculptures qui ornent la flèche ont été exécutées par l'atelier d'Adolphe Geoffroy-Dechaume.

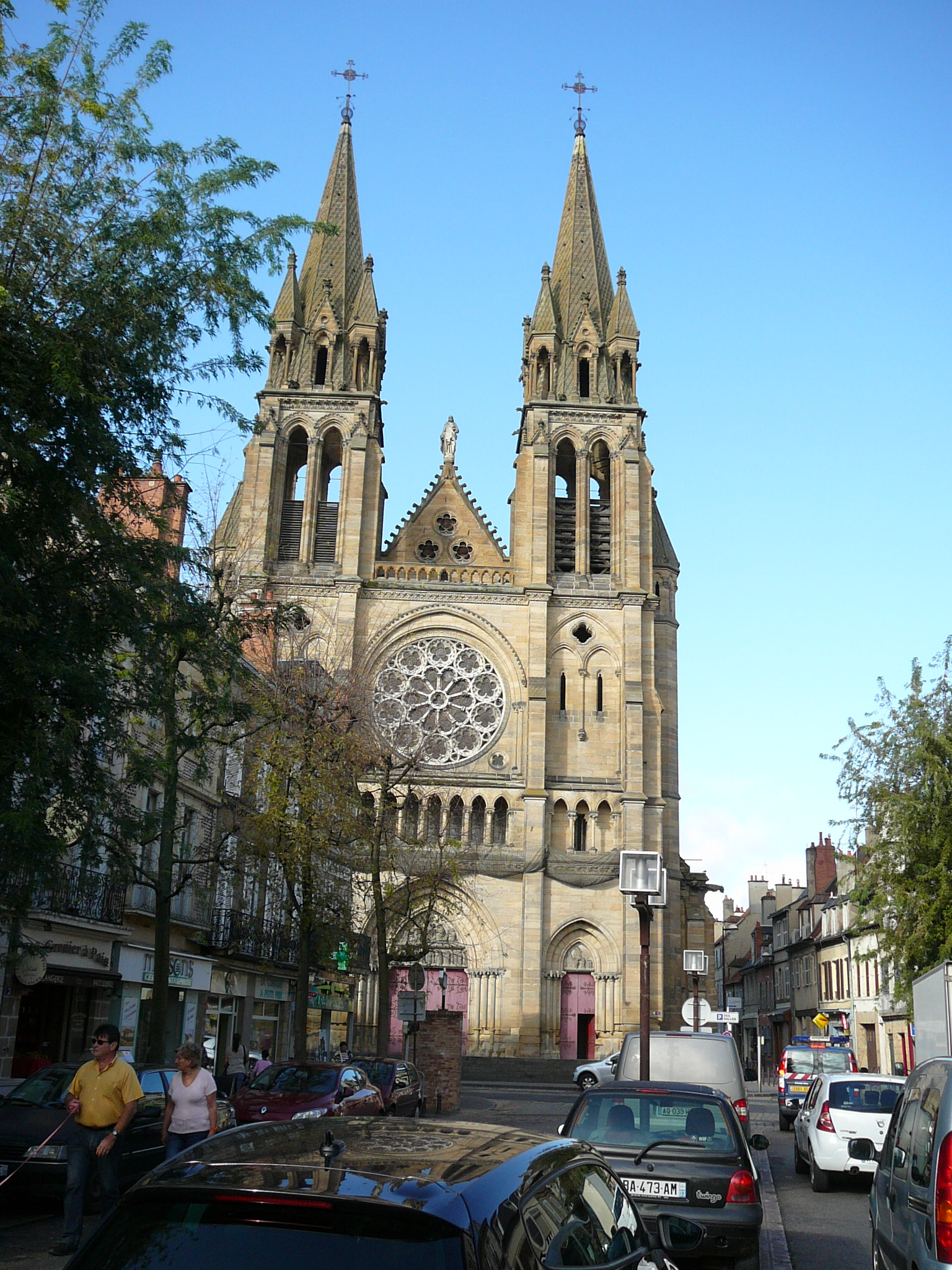
L'église du Sacré-Cœur de Moulins n'a été achevée qu'après la mort de Lassus.

Il est responsable de l'église du Sacré-Cœur de Moulins en 1849.
Premières études pour l'église Saint-Pierre de Dijon en 1850, construite entre 1853 et 1858.
En 1852 il présente le projet de construction de la nef de la cathédrale de Moulins.
En 1853 il commence les études pour son dernier chantier, l'église Saint-Jean-Baptiste de Belleville, révélateur de sa compréhension du style gothique, fruit de ses recherches archéologiques et de sa réflexion religieuse.
En 1855 il participe au concours pour la cathédrale Notre-Dame-de-la-Treille, à Lille. Il est chargé de la reconstruction de l'église de Cusset.
Jean-Baptiste Lassus a construit peu de bâtiments privés. On peut citer l'hôtel du prince Soltykoff, 20 avenue Montaigne à Paris, aujourd'hui démoli. Cet hôtel, édifié pour abriter la collection du prince, s'inspirait de modèles d'architecture civile du XVe siècle. Il était situé à côté de la maison pompéienne du prince Napoléon construite en 1860 par Alfred-Nicolas Normand, démolie en 1891. Il est également l'auteur d'un autre hôtel construit vers 1850 à Maisons-Laffitte, 4 rue Albine, pour Prosper Tourneux dans le style Louis XIII, hôtel qui subsiste aujourd'hui.
Il a dû travailler sur le château de Châteauvieux, dans le Loir-et-Cher, le château de Vaux par Saint-Parres-lès-Vaudes, dans l'Aube.
Par ailleurs, il a aussi participé au développement du style néo-gothique dans les arts décoratifs en concevant des meubles, des habits liturgiques et des reliures de livres.
Il repose dans la chapelle funéraire familiale du cimetière Saint-Louis de Versailles.

## Le néogothique de Lassus
Théoricien du gothique, Lassus met en avant le caractère rationnel de ce mode de construction et insiste sur le caractère porteur de l'ogive, s'opposant au discours méprisant de Quatremère de Quincy qui ne voyait dans le gothique que l'expression du désordre ou du caprice.

Il cherche à construire un édifice riche d'une poésie religieuse en jouant sur la lumière, la multiplicité des points de vue, la variété dans l'unité et la légèreté de la construction : 

« Les monuments gothiques emportent l'esprit vers le ciel où s'élancent leurs pyramides : on croirait que l'artiste a voulu dresser autant d'échelles de Jacob, pour mettre l'homme en rapport avec Dieu. Chaque pas que l'on fait dans une église gothique modifie la perspective et change pour l'observateur l'aspect du monument. L'esprit s'élève d'un seul coup à la région des merveilles. L'unité vous frappe d'abord et cependant chaque partie, chaque détail vous présente une combinaison nouvelle, une disposition aussi ingénieuse qu'inattendue, et dans lesquels chaque pas vous procure le plaisir d'une découverte. L'inspiration a triomphé de tous les obstacles matériels, ouvert les portes d'un monde nouveau. »

— Lassus, Histoire et description des mœurs en Europe, Paris, 1851